# 1971年のロッテオリオンズ
1971年のロッテオリオンズでは、1971年のロッテオリオンズの動向についてまとめる。
この年のロッテオリオンズは、濃人渉監督の5年目のシーズンである。このシーズンが始まる前、「株式会社毎日大映球団」の運営権を大映と毎日新聞社から、1969年以後業務提携関係で参加していたロッテに正式に経営権が譲渡された。

## 概要
前年10年振りの優勝を果たしたものの大映の経営が悪化している永田雅一オーナーは、大映再建のために1月22日にロッテに経営権を譲り、長きに渡る野球生活に別れを告げた。ただし、ロッテはこれまでの球団経営への功労に配慮して、永田を非常勤の球団取締役とした。
ペナントレースでは前年優勝を逃した阪急ブレーブスが盛り返しチームは追いつけない状態。そして7月13日にはその阪急戦で放棄試合事件が起き、球団は制裁金や損害賠償を含めて約500万円の大出費、10日後の7月23日にはその責任を問われるかたちで濃人渉監督は2軍監督へ降格、変わって大沢啓二2軍監督が後任に。たちまち1週間でゲーム差なしまで盛り返したものの追いつけず、2位となった。
シーズン終了後、「打つだけでは勝てない」と考えた大沢監督は、アルト・ロペス選手をヤクルトアトムズの外山義明投手、榎本喜八選手を西鉄ライオンズの村上公康選手とそれぞれ交換トレード。そして史上初の「両リーグ首位打者」を達成した江藤慎一選手を大洋ホエールズの野村収と交換トレード、打線が一気に小粒化した。

## チーム成績

### レギュラーシーズン
| 1 | 二 | 山崎裕之   |
| 2 | 中 | 池辺巌     |
| 3 | 右 | ロペス     |
| 4 | 一 | 江藤慎一   |
| 5 | 三 | 有藤通世   |
| 6 | 遊 | 前田益穂   |
| 7 | 左 | アルトマン |
| 8 | 捕 | 醍醐猛夫   |
| 9 | 投 | 木樽正明   |

| 順位 | 4月終了時 | 4月終了時 | 5月終了時 | 5月終了時 | 6月終了時 | 6月終了時 | 7月終了時 | 7月終了時 | 8月終了時 | 8月終了時 | 最終成績 | 最終成績 |
| ---- | --------- | --------- | --------- | --------- | --------- | --------- | --------- | --------- | --------- | --------- | -------- | -------- |
| 1位  | 近鉄      | --        | 阪急      | --        | 阪急      | --        | 阪急      | --        | 阪急      | --        | 阪急     | --       |
| 2位  | 阪急      | 0.5       | ロッテ    | 2.5       | ロッテ    | 6.5       | ロッテ    | 1.0       | ロッテ    | 3.5       | ロッテ   | 3.5      |
| 3位  | 西鉄      | 1.0       | 近鉄      | 6.5       | 近鉄      | 14.0      | 近鉄      | 15.0      | 近鉄      | 15.5      | 近鉄     | 18.0     |
| 4位  | 南海      | 1.5       | 南海      | 12.0      | 南海      | 17.0      | 南海      | 14.5      | 南海      | 16.5      | 南海     | 22.5     |
| 5位  | ロッテ    | 2.0       | 東映      | 13.5      | 東映      | 21.0      | 東映      | 24.0      | 東映      | 28.0      | 東映     | 35.5     |
| 6位  | 東映      | 7.0       | 西鉄      | 13.5      | 西鉄      | 24.5      | 西鉄      | 26.5      | 西鉄      | 32.5      | 西鉄     | 43.5     |

| 順位 | 球団             | 勝 | 敗 | 分 | 勝率 | 差   |
| 1位  | 阪急ブレーブス   | 80 | 39 | 11 | .672 | 優勝 |
| 2位  | ロッテオリオンズ | 80 | 46 | 4  | .635 | 3.5  |
| 3位  | 近鉄バファローズ | 65 | 60 | 5  | .520 | 18.0 |
| 4位  | 南海ホークス     | 61 | 65 | 4  | .484 | 22.5 |
| 5位  | 東映フライヤーズ | 44 | 74 | 12 | .373 | 35.5 |
| 6位  | 西鉄ライオンズ   | 38 | 84 | 8  | .311 | 43.5 |

## オールスターゲーム1971
| 監督       | 濃人渉   |          |          |          |          |            |
| ファン投票 | 有藤通世 | 池辺巌   |          |          |          |            |
| 監督推薦   | 木樽正明 | 村田兆治 | 成田文男 | 醍醐猛夫 | 江藤慎一 | アルトマン |

## できごと
- 1月22日 - 永田雅一オーナー、大映再建のため球団経営権をロッテに移管し、オーナーを辞職。後任は中村長芳。なお大映は同年11月に倒産。
- 7月13日 - 阪急ブレーブス戦（阪急西宮球場）7回表、江藤慎一のハーフスイングを砂川恵玄球審は「ボール」と判定するが、阪急・岡村浩二捕手の抗議で「ストライク→三振」と訂正。これに激怒したロッテ側は猛抗議の末、「放棄試合」となる。
- 7月21日 - 13日の放棄試合事件の裁定が発表、ロッテ側には「制裁金200万円、主催球団（阪急）に与えた損害はロッテ球団において補填」、濃人渉監督には「制裁金15万円」の裁定が下される。そして損害補償は「299万1366円」となり、合わせて500万円弱の大出費となる。
- 7月23日 - 前日7月22日の阪急戦で「4-14」の大敗、そしてこの日の同カードでも「2-11」の大敗。試合直後に中村オーナーは東京スタジアムで記者会見、「濃人監督を2軍監督に降格、大沢啓二2軍監督を1軍監督に昇格」と発表。

## 表彰選手
| リーグ・リーダー | リーグ・リーダー | リーグ・リーダー | リーグ・リーダー |
| 選手名           | タイトル         | 成績             | 回数             |
| ---------------- | ---------------- | ---------------- | ---------------- |
| 江藤慎一         | 首位打者         | .337             | 6年ぶり3度目     |
| 江藤慎一         | 最高出塁率       | .408             | 初受賞           |
| 木樽正明         | 最多勝利         | 24勝             | 初受賞           |

| ベストナイン | ベストナイン | ベストナイン |
| 選手名       | ポジション   | 回数         |
| ------------ | ------------ | ------------ |
| 山崎裕之     | 二塁手       | 3年連続3度目 |
| 有藤通世     | 三塁手       | 3年連続3度目 |
| アルトマン   | 外野手       | 2年連続3度目 |

## ドラフト
| 順位 | 選手名     | ポジション | 所属             | 結果                 |
| ---- | ---------- | ---------- | ---------------- | -------------------- |
| 1位  | 井上圭一   | 投手       | 三菱自動車川崎   | 翌年シーズン後に入団 |
| 2位  | 宮脇敏     | 投手       | 大倉工業         | 入団                 |
| 3位  | 弘田澄男   | 内野手     | 四国銀行         | 入団                 |
| 4位  | 倉持明     | 投手       | 日本鋼管         | 入団                 |
| 5位  | 近藤重雄   | 投手       | 日本コロムビア   | 入団                 |
| 6位  | 松田光保   | 投手       | 藤沢商業高       | 入団                 |
| 7位  | 橋爪昭二   | 内野手     | 国士舘大学       | 拒否・電電東京入社   |
| 8位  | 成重春生   | 投手       | 大昭和製紙北海道 | 入団                 |
| 9位  | 上田容三   | 投手       | 松下電器         | 入団                 |
| 10位 | 佐々木信行 | 捕手       | 佐沼高           | 入団                 |
| 11位 | 薗部潔史   | 投手       | 常北高           | 入団                 |
| 12位 | 奥田直也   | 投手       | 大鉄高           | 入団                 |
| 13位 | 滝本康正   | 内野手     | 國學院大學       | 入団                 |
| 14位 | 神農清治   | 外野手     | 花巻商業高       | 入団                 |
| 15位 | 鈴木弘     | 内野手     | 大東文化大学卒   | 入団                 |